# Estanislao Barrientos Villa
Francisco Estanislao Barrientos Villa (Medellín, 1807 - Ibidem 1895) fue un político y hacendado colombiano. Militante del Partido Conservador Colombiano.
Ejerció como gobernador de Antioquia en 1851.

## Biografía
Nació en Medellín, hijo de Felipe Barrientos Ruiz y de Candelaria Villa Tirado. Fue gobernador de la Provincia de Medellín entre el 4 de febrero y el 12 de marzo de 1851. Fue gobernador interino de Antioquia entre  el  15  de  febrero  y  el  10  de  julio  de  1855. Casado con  Concepción Londoño  Gómez, hija de Francisco Londoño Pajón.